# لوكا برتوني
لوكا برتوني (بالإيطالية: Luca Bertoni)‏ هو لاعب كرة قدم إيطالي في مركز الوسط، ولد في 19 يونيو 1992 في Vizzolo Predabissi ‏ في إيطاليا. لعب مع إيه سي ميلان ونادي سودتيرول ونادي كاربي.

## وصلات خارجية
- لوكا برتوني على موقع قاعدة بيانات كرة القدم.إي يو (الإنجليزية)
- لوكا برتوني على موقع Soccerway.com (الإنجليزية)